# Піндолол
Піндолол — синтетичний антигіпертензивний препарат та антиаритмічний препарат, що належить до групи неселективних бета-блокаторів, для перорального застосування. Піндолол уперше запатентований «Sandoz» у 1966 році.

## Фармакологічні властивості
Піндолол — синтетичний лікарський препарат, що належить до групи неселективних бета-блокаторів. Механізм дії препарату полягає у неселективній блокаді бета-адренорецепторів (на 75 % β1- та на 25 % β2-адренорецепторів), що призводить до зменшення утворення цАМФ із АТФ, яке стимулюється катехоламінами. У результаті цього знижується поступлення іонів кальцію в клітини, знижується частота серцевих скорочень, пригнічується провідність та збудливість міокарду, знижується скоротливість міокарду. Піндолол має властивості також селективного часткового β1-агоніста, дія якого полягає у інгібуванні надлишкової симпатоміметичної активності, але має загальну симпатоміметичну дію. Ця дія проявляється у властивості піндололу знижувати артеріальний тиск на рівні інших бета-блокаторів та властивості знижувати частоту серцевих скорочень у меншій ступені. Піндолол виявляє незначну мембраностабілізуючу дію, пригнічує автоматизм синоатріального вузла та виникнення ектопічних ділянок у передсердях, атріовентрикулярному вузлі і, меншою мірою, у шлуночках. Знижує швидкість проведення збудження в атріовентрикулярному з'єднанні по пучку Кента переважно в антеградному напрямку та мало впливає на провідність по додаткових шляхах провідної системи серця. Піндолол знижує потребу міокарду у кисні. Піндолол знижує серцевий викид, артеріальний тиск, секрецію реніну, нирковий кліренс та швидкість клубочкової фільтрації. Піндолол зменшує частоту нападів стенокардії та підвищує переносимість фізичних навантажень. Препарат пригнічує реакцію барорецепторів дуги аорти на зниження артеріального тиску. Піндолол пригнічує ліполіз у жировій тканині, перешкоджаючи підвищенню рівня вільних жирних кислот, що призводить до підвищення коефіцієнту атерогенності, підвищення рівня ліпопротеїнів низької щільності та тригліцеридів і знижує концентрацію в крові ліпопротеїнів високої щільності. Препарат має також пряму вазоділятуючу дію. Піндолол знижує також внутрішньоочний тиск та зменшує секрецію внутрішньоочної рідини. Препарат має властивість корекції агесивної поведінки хворих. Піндолол є одним із найменш токсичних бета-блокаторів, не спостерігалось явищ токсичної дії у пацієнтів, які приймали препарат у дозі 480 мг/добу, що вище від рекомендованої добової дози у 16 разів.

### Фармакодинаміка
Піндолол швидко та добре всмоктується у шлунково-кишковому тракті при пероральному прийомі, біодоступність препарату становить 87 %. Максимальна концентрація в крові досягається при пероральному прийомі протягом 1 години. Піндолол помірно зв'язується з білками плазми крові та сорбується на еритроцитах. Препарат проходить через гематоенцефалічний бар'єр. Піндолол проходить через плацентарний бар'єр та виділяється в грудне молоко. Піндолол частково метаболізується у печінці із утворенням неактивних метаболітів. Виводиться препарат із організму переважно із сечею у вигляді метаболітів, частково виводиться нирками у незміненому вигляді. Період напіввиведення піндололу становить 3—4 години, цей час може збільшуватися при порушеннях функції печінки або нирок.

## Показання до застосування
Піндолол застосовується при гіпертонічній хворобі, стенокардії, при аритміях (синусовій тахікардії, тахісистолічній формі миготливої аритмії, екстрасистоліях), гіперкінетичному кардіальному синдромі, при есенціальному треморі, при гіпертрофічній кардіоміопатії, при феохромоцитомі як додатковий засіб, при пролапсі мітрального клапану.

## Побічна дія
При застосуванні піндололу можливі наступні побічні ефекти:
- Алергічні реакції та з боку шкірних покривів — нечасто (0,1—1 %) висипання на шкірі, свербіж шкіри, кропив'янка, гарячка, загострення псоріазу, гіпергідроз, алопеція, гіперемія шкіри.
- З боку травної системи — часто (1—10 %) нудота, блювання, метеоризм, діарея або запор; нечасто (0,1—1 %) сухість у роті, ішемічний коліт, мезентеріальний тромбоз, порушення функції печінки, жовтяниця, холестаз.
- З боку нервової системи — часто (1—10 %) головний біль, головокружіння, швидка втомлюваність; рідко (0,1—1 %) парестезії, депресія, сонливість або безсоння, ксерофтальмія, кон'юнктивіт, порушення концентрації уваги, втрата свідомості, кошмарні сновидіння, галюцинації, порушення зору, сухість в очах, кон'юнктивіт, міастенія.
- З боку серцево-судинної системи — нечасто (0,1—1 %) брадикардія або тахікардія, недостатність периферичного кровообігу, артеріальна гіпотензія, периферичні набряки, посилення переміжної кульгавості, AV-блокада (включно до повної AV-блокади), синдром Рейно, ортостатична гіпертензія, болі в грудній клітці, загострення стенокардії, погіршення перебігу або початок розвитку серцевої недостатності, підвищена кровоточивість.
- З боку сечостатевої системи — нечасто (~2 %) зниження лібідо, імпотенція.
- З боку опорно-рухового апарату — часто (1—10 %) біль у кінцівках, болі в спині, артралгії, міалгії, судоми м'язів.
- З боку дихальної системи — часто (1—10 %) закладеність носа, фарингіт, кашель, задишка, респіраторний дистрес-синдром, бронхо- та ларингоспазм.
- З боку ендокринної системи — у хворих на цукровий діабет гіпо- або гіперглікемія; нечасто (0,1—1 %) гіпотиреоз, збільшення маси тіла.
- Зміни в лабораторних аналізах — нечасто (0,1—1 %) лейкопенія, тромбоцитопенія, агранулоцитоз, гіперглікемія, гіпоглікемія, підвищення активності трансаміназ та лужної фосфатази в крові, підвищення рівня білірубіну в крові.

Окрім цього, піндолол має тератогенну дію на плід — затримку внутрішньоутробного розвитку, вроджену гіпоглікемію та брадикардію.

## Протипокази
Піндолол протипоказаний при підвищеній чутливості до препарату, кардіогенному шоці, при декомпенсації серцевої недостатності або серцевій недостатності ІІВ—ІІІ ступеня, стенокардії Принцметала, синдромі слабкості синусового вузла, АВ-блокаді ІІ-ІІІ ступеня, при бронхообструктивних захворюваннях або бронхіальній астмі, брадикардії, артеріальній гіпотензії, цукровому діабеті, важких порушеннях периферичного кровообігу, при хронічних захворюваннях печінки. Препарат не застосовують при вагітності та годуванні грудьми. З обережністю застосовують препарат при міастенії, тиреотоксикозі, феохромоцитомі, нирковій недостатності, псоріазі, депресії. Піндолол не застосовують сумісно із нейролептиками, транквілізаторами, інгібіторами МАО та іншими антиаритмічними препаратами.

## Форми випуску
Піндолол випускається у вигляді таблеток по 0,005 г. Піндолол випускається у комбінації з клопамідом під назвою «Віскалдікс» по 0,01 г піндололу та 0,005 г клопаміду.